# The Moose's Tooth
Bjerget The Moose's Tooth ("Elgens tand" på dansk) er en klippetop (3.150 m.o.h.) i den østlige del af Ruth Gorge gletsjeren i det centrale Alaska.
Toppen ligger 24 km sydøst for Nordamerikas højeste bjerg Mount McKinley.
Trods sin relativt lave højde, er Moose's Tooth en vanskelig top at bestige.
Klippen er kendt for sine mange store klippevægge og sine lange isrender, og er berømt i bjergbestigningskredse.
 Der er for få eller ingen kildehenvisninger i denne artikel, hvilket er et problem. Du kan hjælpe ved at angive troværdige kilder til de påstande, som fremføres i artiklen.